# Aschat Aimaghambetow

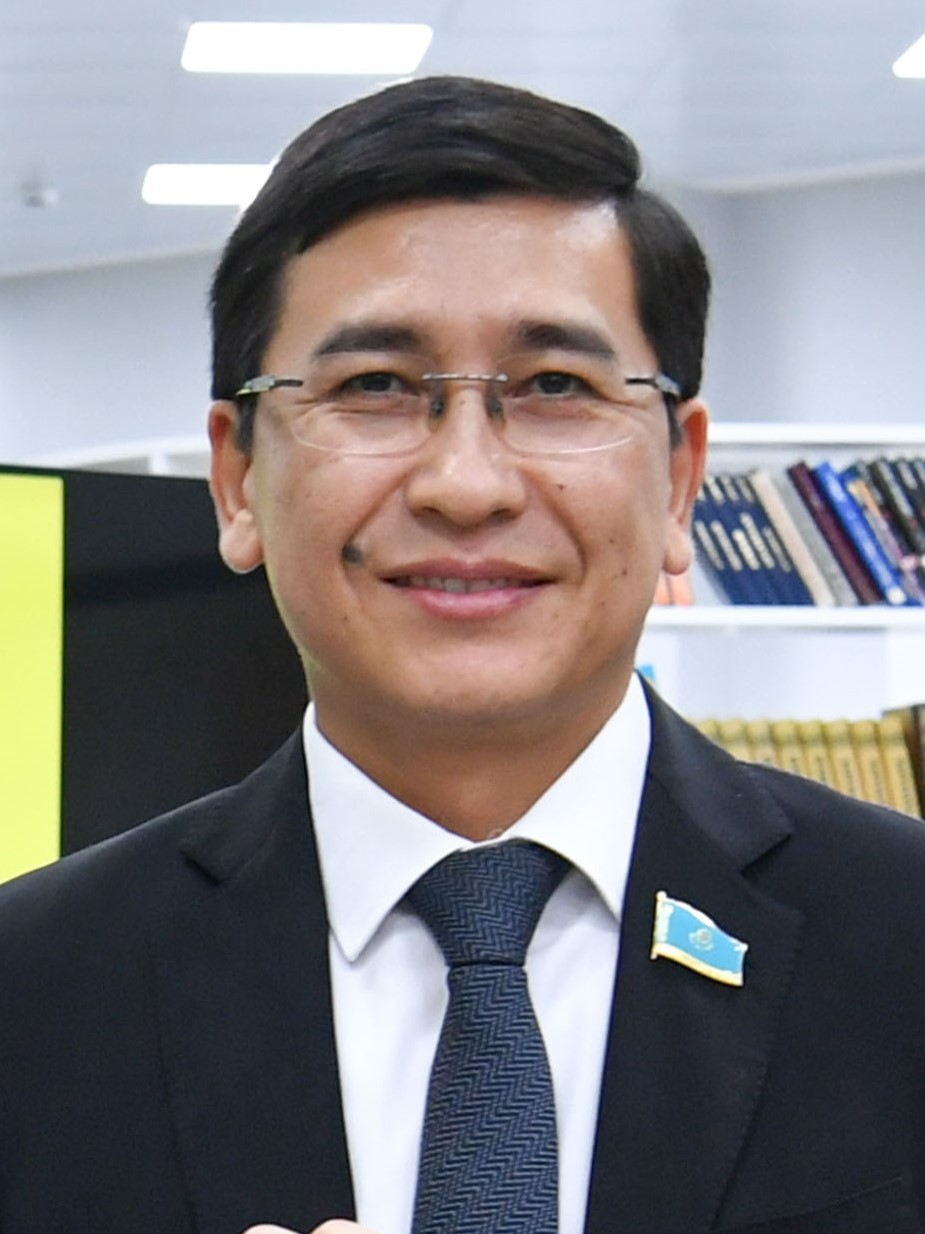
Aschat Aimaghambetow (2024)

Aschat Qanatuly Aimaghambetow (kasachisch Асхат Қанатұлы Аймағамбетов Ashat Qanatūly Aimağambetov, russisch Асхат Канатович Аймагамбетов Aschat Kanatowitsch Aimagambetow; * 14. Juni 1982 in Aksu-Ajuly, Kasachische SSR) ist ein kasachischer Politiker.

## Leben
Aimaghambetow wurde 1982 in Aksu-Ajuly im heutigen Audan Schet im Gebiet Qaraghandy geboren. Er absolvierte ein Studium der Geschichtswissenschaften an der Staatlichen Böketow-Universität Qaraghandy, das er 2003 abschloss. Er erlangte außerdem 2006 einen Abschluss in Rechtswissenschaften am Bolashak-Institut für zeitgenössische Bildung in Qaraghandy.
Seine berufliche Laufbahn begann Aimaghambetow 2002 als Mitarbeiter an der Staatlichen Universität Qaraghandy. Nachdem er 2004 die Universität verlassen hatte, war er zwei Jahre lang zuerst in einer Jugendorganisation und anschließend in einem Medienunternehmen tätig. 2006 kehrte er an die Universität in Qaraghandy zurück, wo er in den folgenden sechs Jahren vom Dozenten bis zum außerordentlichen Professor am Institut für Politikwissenschaft und Soziologie aufstieg.
Von 2003 an war Aimaghambetow Mitglied des Stadtrates von Qaraghandy, wo er auch Vorsitzender der ständigen Kommission für soziale Fragen war. 2012 wurde er zum stellvertretenden Äkim des Audan Nura ernannt; als solcher war er auch hier zuständig für soziale Fragen. Von Februar 2014 bis August 2017 leitete er die Bildungsabteilung des Gebietes Qaraghandy. Im August 2017 wurde er zum stellvertretenden Minister für Bildung und Wissenschaft ernannt. Nach rund eineinhalb Jahren in diesem Amt war er ab dem 17. Januar 2019 stellvertretender Äkim (Gouverneur) des Gebietes Qaraghandy. Am 13. Juni 2019 wurde er im Kabinett Mamin I als Nachfolger von Küläsch Schämschidinowa zum Minister für Bildung und Wissenschaft ernannt. Nach einer Neuorganisation des Ministeriums war Aimaghambetow ab Juni 2022 Minister für Bildung.
Bei der Parlamentswahl 2023 kandidierte er auf der Parteiliste der Partei Amanat für ein Mandat in der Mäschilis, dem Unterhaus des kasachischen Parlaments. Seit der Wahl im März 2023 ist er Abgeordneter und Vorsitzender des Ausschusses für soziale und kulturelle Entwicklung.